# Albert Weikenmeier
Albert Weikenmeier (* 17. Juli 1908 in Ludwigshafen; † 21. Oktober 1981 in Köln) war ein deutscher Opernsänger in der Stimmlage Tenor.

## Leben
Seine Geschwister brauchten für ihr Hausmusiktrio einen Geiger. Der junge Albert zeigte sich als solcher talentiert. Mit sechs Jahren trat er bereits vor Publikum auf. Mit 16 war er ein gefragter Vortragskünstler auf der Geige und mit 17 war er Konzertmeister in einem pfälzischen Orchester. Mit 18 studierte er Gesang und wurde als Bariton ausgebildet, bis er den Irrtum erkannte und auf Tenor umsattelte. 1928, noch während der Ausbildung, hatte er erste bezahlte gesangliche Einsätze. Nach beendeter Ausbildung im Jahr 1930 begann er seine Karriere mit einem Engagement am Stadttheater von Bamberg in der Spielzeit 1930/31. Dort gab er in einer Bohème-Aufführung den Rudolf. Er sang dann von 1931 bis 1932 am Stadttheater von Kaiserslautern, 1932 bis 1933 am Stadttheater von Krefeld (mit dessen Ensemble er 1932 in den Niederlanden gastierte), 1933 bis 1934 am Staatstheater Braunschweig, wo er 1934 in der Uraufführung von Gian Francesco Malipieros La Favola del figlio cambiato auftrat. Von 1934 bis 1936 wirkte er am Breslauer Opernhaus, von 1936 bis 1938 am Stadttheater von Duisburg und zwölf Jahre, von 1939 bis 1950, am Opernhaus (Staatstheater) Hannover, an dem er 1950 an der deutschen Erstaufführung von Benjamin Brittens Albert Herring in der Titelrolle teilnahm.
Ab 1950 war er am Opernhaus von Köln verpflichtet, wo er gleich zu Beginn große Erfolge als „Tamino“ in der Zauberflöte und als „Don Carlos“ von Giuseppe Verdi hatte. Am 15. Februar 1965 sang er in Köln in der Uraufführung der Oper Die Soldaten von Bernd Alois Zimmermann den Hauptmann Pirzel. Ferner sind seine Mitwirkungen an der deutschen Erstaufführung der Oper Iwan der Schreckliche von Georges Bizet 1952 und an der deutschen Premiere von Dmitri Schostakowitschs Die Nase 1963 in Düsseldorf zu nennen. 1969 führte ihn ein Gastspiel mit dem Ensemble der Kölner Oper nach London, wo er an der englischen Erstaufführung von Henzes Der junge Lord an der Sadler’s Wells Opera mitwirkte. Mit dem Ensemble der Deutschen Oper am Rhein Düsseldorf-Duisburg trat er 1972 beim Edinburgh Festival mit der englischen Erstaufführung der Soldaten auf. Weitere Gastspiele fanden an den Staatsopern von Wien und München, an der Grand Opéra Paris, an der Oper von Zagreb, beim Maggio Musicale Fiorentino (Florenz) und beim Holland Festival (Amsterdam) sowie 1973 an der Nationaloper von Warschau statt. Gegen Ende seiner Karriere sang er hauptsächlich Partien aus dem Charakterfach wie den Doktor im Wozzeck von Alban Berg oder die Hexe in Hänsel und Gretel von Engelbert Humperdinck.
Er war von den 1930er bis in die 1950er Jahre ständiger Gastinterpret in Rundfunkübertragungen und ab den 1950er Jahren jahrzehntelang geschätzter Konzert- und Oratoriensänger. 1960 lieh er in der Fernsehverfilmung der Oper Die verkaufte Braut von Smetana dem singenden Wandergruppenleiter seine Stimme. Er betätigte sich auch als Opernregisseur und als Dozent an der Opernschule in Köln. Weikenmeier war mit der Sopranistin Erna Fahrig (1910–1997) verheiratet.

## Tonaufnahmen (als Beteiligter; Auswahl)
- Alban Berg: Wozzeck. Pierre Boulez (Dirigent), CBS, 1966 (LP).
- Johannes Brahms: Brahms Waltzes. Liebeslieder, op. 52 and Neue Liebeslieder, op. 65. The Vienna Ensemble, Olympic Records, 1973 (LP).
- Wolfgang Amadeus Mozart: La clemenza di Tito. Das Stuttgarter Tonstudio Orchester, Gustav Lund (Dirigent), Hamburg Line Music, 2011 (Aufnahme von 1951; Do-CD).
- Wolfgang Amadeus Mozart: Così fan tutte. Stuttgart Tonstudio-Orchester und Chor, Joseph Dünnwald (Dirigent), Period Records, 1952 (3-LP-Set).
- Wolfgang Amadeus Mozart: Il re pastore. Stuttgart Tonstudio-Orchester, Gustav Lund (Dirigent), Walhall, 2007 (Aufnahme von 1954; CD)
- Giacomo Puccini: Turandot. Gürzenich-Orchester Köln, Hamburger Archiv für Gesangskunst, [o. J.] (Aufnahme von 1960; Do-CD).
- Richard Strauss: Feuersnot. Joseph Keilberth, Gala, 2000 (Do-CD)
- Bernd Alois Zimmermann: Die Soldaten. Schott, 2007 (Do-CD).